# Championnats de France de triathlon en relais mixte 2023
Navigation
2022 2024
Les championnats de France de relais mixte 2023 de la Fédération française de triathlon se tiennent à Bordeaux, dans le Gironde le 18 juin 2023.
Pour cette épreuve, chaque club est autorisé à participer avec une ou plusieurs équipes de quatre participants, composée de deux femmes et de deux hommes. Les équipes doivent s'affronter dans l'ordre suivant : (1 femme/1 homme/1 femme/1 homme). Chaque triathlète doit concourir sur une nage de 300 mètres, une course à vélo de 6 km, une course à pied de 2 km et passer le relais à son coéquipier.

## Palmarès
Poissy Triathlon est sacrée pour la deuxième fois champion de France des clubs de relais mixte après 2018, cinquante deux équipes participent à ces cinquième championnats de France,.
| Rang               | Équipe                                                                             | Temps           |
| ------------------ | ---------------------------------------------------------------------------------- | --------------- |
| Médaille d'or      | Poissy Triathlon 1                                                                 | 1 h 15 min 04 s |
| Médaille d'or      | - Tom Richard - Ilona Hadhoum - Dorian Coninx - Kristelle Congi                    | 1 h 15 min 04 s |
| Médaille d'argent  | Metz Triathlon 1                                                                   | 1 h 15 min 08 s |
| Médaille d'argent  | - Maxime Hueber-Moosbrugger - Margot Garabedian - Noah Servais - Zsanett Bragmayer | 1 h 15 min 08 s |
| Médaille de bronze | Les Sables Vendée Triathlon 1                                                      | 1 h 15 min 35 s |
| Médaille de bronze | - Oscar Dart - Tiphaine Brun - Jérémy Quindos - Jeanne Lehair                      | 1 h 15 min 35 s |
| 4                  | - Issy Triathlon ; - Tence - Célia Merle - Delahaye - Audrey Merle                 | 1 h 15 min 43 s |
| 5                  | - Poissy Triathlon 2 ; - Allichon - Wattiez - Pujades - Polaert                    | 1 h 15 min 51 s |